# Top Players' Tennis
Top Players' Tennis (Japans: ワールドスーパーテニス; vertaald World Super Tennis) is een Computerspel dat werd ontwikkeld door Home Data. Het spel kwam in 1990 uit voor de NES. Het is een tennisspel waarbij het veld topdown wordt geprojecteerd.  In de singleplayer modus kan de speler vier grand slams slepen, namelijk: Australian Open, French Open, Wimbledon en US Open. In de weg hiernaartoe moet de speler zich eerst kwalificeren bij het kwalificatietoernooi de Asmik Open. In de multiplayer modus kan de speler tegen elkaar spelen met behulp van de accessoires NES Satellite of NES Four Score. Hierbij is het mogelijk single, dubbel of mixed dubbel te spelen.

## Ontvangst
| Beoordeeld door | Jaar | Score |
| --------------- | ---- | ----- |
| VideoGame       | 1991 | 80%   |
| NES Archives    | 2002 | 75%   |
| Player One      | 1992 | 63%   |
| Video Games     | 1992 | 59%   |

## Trivia
- Op de cover van het spel schitterende Chris Evert en Ivan Lendl beide ATP nummer 1 tennissers in de tijd dat het spel uitkwam.